# St. Martin und Alexander (Waltenhofen)

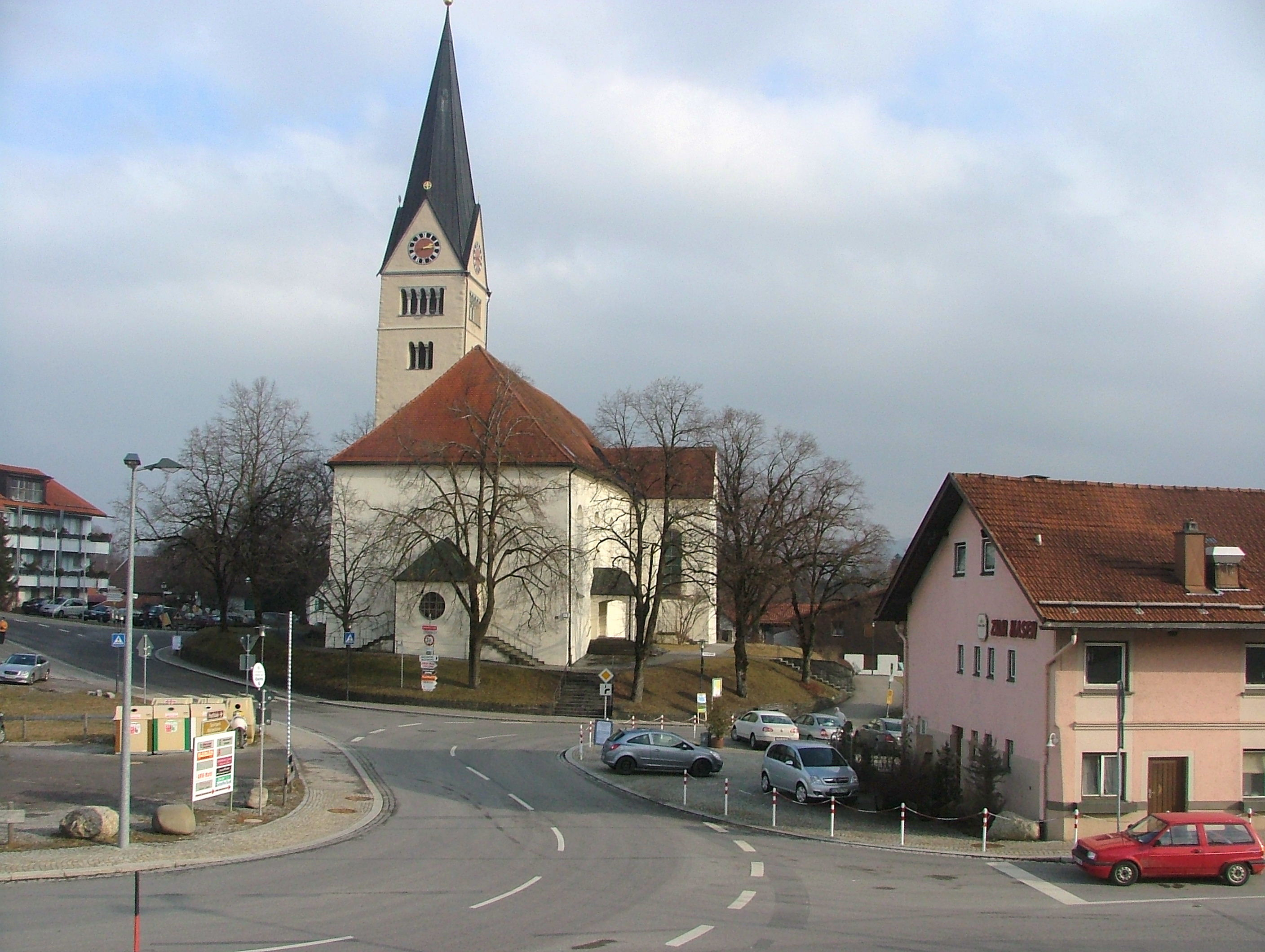
Kirche St. Martin und Alexander in Waltenhofen

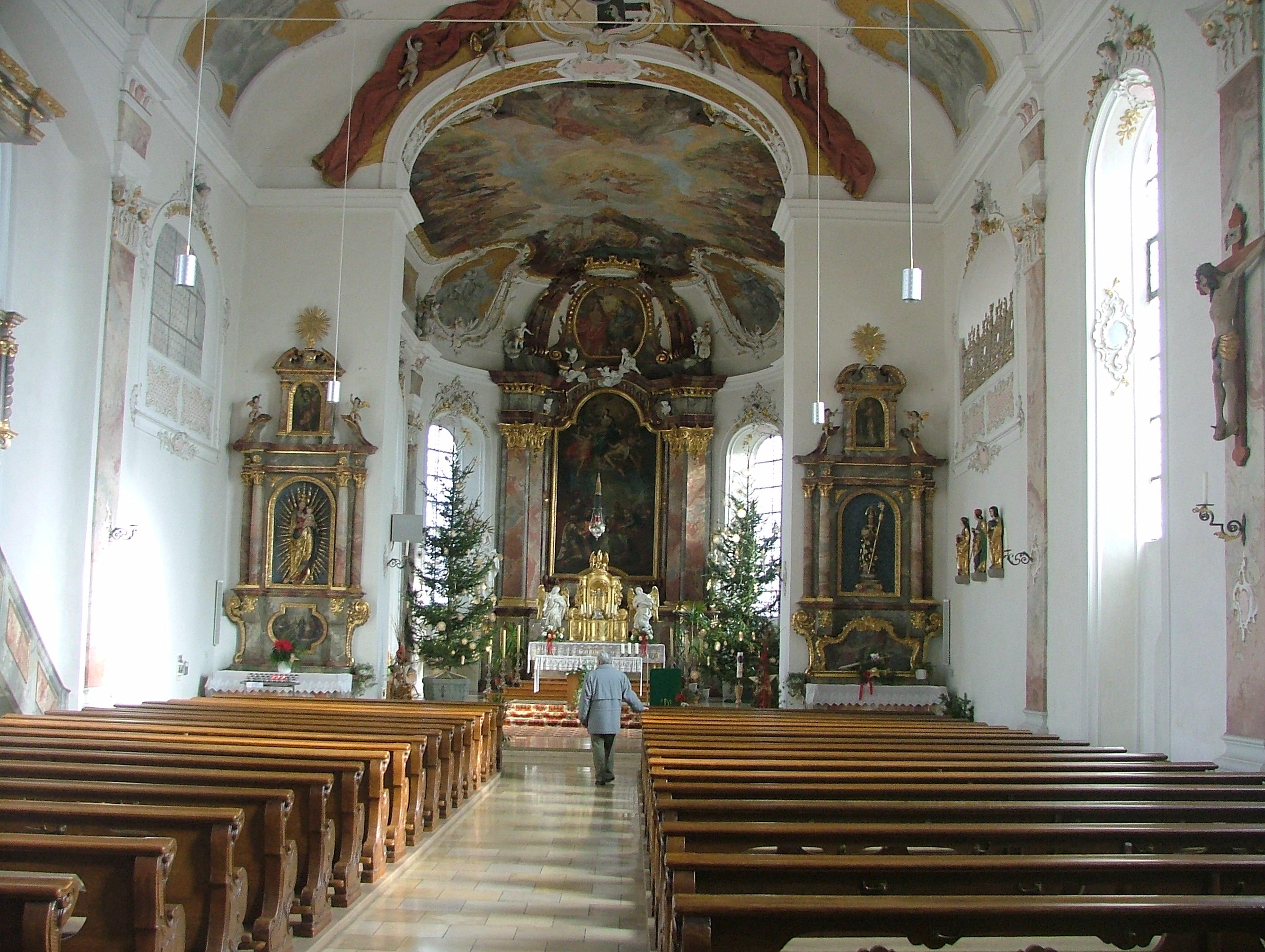
Innenansicht

St. Martin und Alexander ist die unter Denkmalschutz stehende katholische Pfarrkirche in Waltenhofen. Die geostete Kirche steht etwa in der Mitte des Ortes Waltenhofen in der Nähe der Kreisstraße OA22.

## Geschichte
Eine erste Weihe ist von 1432 überliefert. Ein Neubau unter Einbeziehung des spätmittelalterlichen Turmes erfolgte im Auftrag des Kemptener Fürstabtes Honorius Roth von Schreckenstein in den Jahren 1765 bis 1770. Dies geht aus einer Inschrift an einem Dachbalken aus dem Jahre 1768 hervor. Der Turm wurde 1901 durch Ferdinand Schildhauer erhöht und sein ehemaliges Satteldach durch einen Spitzhelm ersetzt. Restaurierungen fanden 1906 und 1954 bis 1958 statt. 1906 wurde auch der Innenraum durch eine Pilastergliederung zwischen den Fenstern und mit Stuckergänzungen verändert.

## Baubeschreibung
Der Chorraum mit zwei Fensterachsen ist gegenüber dem Langhaus eingezogen, von zwei Fenstern durchbrochen und besitzt einen halbrunden Schluss. Er ist vom Langhaus durch einen korbbogigen Chorbogen getrennt. Das Langhaus hat fünf Fensterachsen. Eine zweistöckige Empore an der Westseite wird von je zwei Säulen getragen. Zwischen den barocken rundbogigen Fenstern ist das umlaufende Gesims durch verkröpfte Pilaster gegliedert. Das Tonnengewölbe ist korbbogig und gedrückt. Das Westportal und die Seitenportale sind ebenfalls korbbogig und von Sandstein mit einem Schlussstein eingefasst. Im Inneren befinden sich Stichbogennischen. Die Vorzeichen sind modernen Ursprungs.
Der Turm an der Langhausnordwand gegen den Chorwinkel besteht aus Rollsteinmauerwerk mit einer Eckquaderung. Das untere Geschoss ist tonnengewölbt. Das neue Glockengeschoss mit fünfteiligen Schallöffnungen wurde 1901 auf das frühere mit dreiteiligen rundbogigen Klangarkaden gegliederte und damit auf den spätmittelalterlichen Turmunterbau aufgesetzt. An der Nordseite befinden sich Reste des Wappens des Fürstabtes Wolfgang von Grünenstein, der von 1535 bis 1557 das Stift Kempten leitete. Die zweistöckige Sakristei aus der Erbauungszeit der Kirche an der Südseite des Langhauses gegenüber dem Turm  besitzt hohe Rundbogenfenster. Gegen das Ostjoch des Langhauses hat die Sakristei eine rundbogige Oratorienöffnung.

## Ausstattung
Der polygonale Taufstein aus Sandstein aus dem Jahr 1501 trägt das Wappen der Herren von Rauns und stammt aus der Kirche von Rauns. Die beiden in die Wand eingelassenen dreiteiligen Beichtstühle tragen Muschelwerk. Die Chorschranke besteht aus ungefassten Balustern.
In der Sakristei befinden sich das ehemalige Hochaltarbild mit dem heiligen Vitus vom späten 17. Jahrhundert aus der abgegangenen Kirche in Veits sowie die Bilder einer barocken Schmerzensmutter und der Geißelung Christi. Das älteste Ausstattungsstück der Kirche ist ein Vortragekreuz aus der Zeit um 1330 mit den vier Evangelistensymbolen an den Enden des Kreuzes und einem Lamm Gottes aus Emaille in der Mitte. Zwei Prozessionsampeln aus Kupfer vom 17. Jahrhundert stammen ebenfalls aus der abgegangenen Kirche in Veits. Eine Bruderschaftsstange aus dem 18. Jahrhundert trägt bemalte Täfelchen. Das einzige Epitaph in der Kirche für den Erbauer der Kirche, Pfarrer Johannes Evang. Hartmann, der 1799 starb, befindet sich neben dem südlichen Vorzeichen.

### Stuck und Fresken
Der Stuck aus der Zeit um 1770 stammt vermutlich aus der Werkstatt von Johann Georg Wirth. Auf dem Gesims im Chorraum befinden sich vier bunt gefasste Blumen- und Palmenvasen, dazwischen vier Putten mit den Attributen des Kirchenheiligen Martin. Fresken von Linus Seif mit geschweiftem Rahmenwerk stammen aus dem Jahre 1770. Das Hauptbild des Chores zeigt die Taufe, das Wirken, den Tod und die Apotheose des heiligen Martin. Die vier lateinischen Kirchenväter in den seitlichen Stuckkartuschen sind von Putten umgeben. Im Langhaus waren die Fresken bei einer Renovierung verdeckt worden, sie wurden später wieder aufgedeckt. Sie zeigen von Ost nach West die Immakulata, Christi Himmelfahrt und einen Engel mit dem Kreuz und dem Lamm Gottes. Auf den Fresken am Ansatz der Wölbung der Grisaillen sind in der Ostseite Christus und Maria und die zwölf Apostel abgebildet. Die modern erneuerten Fresken an der Brüstung der unteren Emporen zeigen die drei göttlichen Tugenden. Oben sind, wie sonst üblicherweise an Orgelemporen, die Heiligen Cäcilie und David zu sehen. Über dem Bild eines Engels in der Mitte der Empore ist eine Kartusche mit der Jahreszahl 1770 angebracht. Über dem Chorbogen halten vier Putten eine Stuckdraperie mit dem Wappen des Auftraggebers, des Fürstabts Honorius Roth von Schreckenstein.

### Altäre
Der marmorierte Hochaltar mit weiß gefassten Holzfiguren an der Ostseite des Chores stammt aus der Erbauungszeit der Kirche. Das mit Linus Seif 1769 signierte Altarblatt zwischen Doppelpilastern zeigt die Himmelfahrt Mariä. Figuren von Joachim und Anna aus Weingarten vom Anfang des 18. Jahrhunderts stehen auf Konsolen seitlich davon. Der Altarauszug greift in die Wölbung ein und trägt unter der den Altar abschließenden Krone ein ovales Fresko mit der Heiligen Dreifaltigkeit. Das Gebälk zieren fünf Putten mit Musikinstrumenten. Der Tabernakel aus dem 18. Jahrhundert steht zwischen zwei Engeln, nördlich davon befindet sich eine moderne Immakulata zwischen zwei kleinen Engeln. Diese wurden um 1680 geschaffen und stammen von den älteren Seitenaltären. Eine Pietà stammt aus der ersten Hälfte des 18. Jahrhunderts.
Die viersäuligen Seitenaltäre wurden um 1680 gefertigt und im 19. Jahrhundert im Stil des Historismus stark verändert. Die Mensen haben Stuckeinlagen. Die stark ergänzte Muttergottes aus der Ulmer Schule wurde um 1490 geschaffen. Das Kind und die Arme wurden ersetzt. Im südlichen Seitenaltar befindet sich eine Holzstatue des Kirchenpatrons Martin.

### Kanzel
Der rechteckige Kanzelkorb ist durch drei Säulengruppen, von denen die mittlere gedreht ist, in vier Teile gegliedert. Die Felder tragen Gemälde der vier Evangelisten. Auf der Unterseite des gekröpften Schalldeckels ist eine Heilig-Geist-Taube angebracht. Sie stammt vermutlich von Hans Neher, von dem eine ähnliche Kanzel in der Pfarrkirche St. Alexander und Theodor in Haldenwang aus dem Jahr 1702 erhalten ist.

### Holzfiguren
Unter den Holzfiguren im Kirchenschiff befinden sich ein aus dem Ende des 15. Jahrhunderts stammendes gotisches Kruzifix, zwei Prozessionsstangen des 18. Jahrhunderts mit einer Muttergottes, dem heiligen Dominikus und der heiligen Katharina von Siena. Die andere Stange trägt eine Figur des heiligen Josef mit zwei Engeln. Eine Statue aus dem 18. Jahrhundert im Kirchenschiff stellt den heiligen Michael dar. In der Sakristei befinden sich um 1500 geschaffene Statuen des heiligen Vitus, der heiligen Barbara und des heiligen Jakobus der Ältere. Alle stammen aus der näheren Umgebung. Zwei um 1680 geschaffene Engel stammen von den Seitenaltären. Des Weiteren befinden sich in der Sakristei ein Kruzifix und ein auferstandener Jesus aus der zweiten Hälfte des 18. Jahrhunderts. Ein kniender Christus von einer Ölberggruppe im Pfarrhof stammt vom Ende des 15. Jahrhunderts.